# Oldsmobile Side Entrance Touring
Der Oldsmobile Side Entrance Touring war ein PKW, der im Modelljahr 1905 von Oldsmobile gefertigt wurde.
Der Wagen hatte einen konventionellen Vorbau mit Wabenkühler und Messinglampen. Die beiden vorderen Einzelsitze und der Tonneau-Aufbau für die Passagiere waren über seitliche Eingänge in der Wagenmitte zu erreichen. In der Mitte unter dem Wagenaufbau lag auch der liegend eingebaute Zweizylinder-Boxer-Viertaktmotor, der einen Hubraum von 4257 cm³ hatte und 20 bhp (14,7 kW) bei 600 min−1 entwickelte. Die Motorkraft wurde über ein Zweigangplanetengetriebe mit Schalthebel rechts außen und eine Antriebskette an die Hinterräder weitergeleitet. Das Bremspedal wirkte auf die Trommelbremsen an den Hinterrädern.
Der Tourenwagen war in Dunkelblau lackiert und hatte gelbe Antriebsteile.
1906 entfiel das Modell ersatzlos.

## Quelle
- Beverly R. Kimes, Henry A. Clark: Standard Catalog of American Cars 1805–1942. Krause Publications, Iola 1985, ISBN 0-87341-045-9.

Im Zeitraum von 1942 bis 1946 gab es aufgrund des Zweiten Weltkrieges nur eine eingeschränkte zivile Fahrzeugproduktion.